# Ferdinand François Châtel

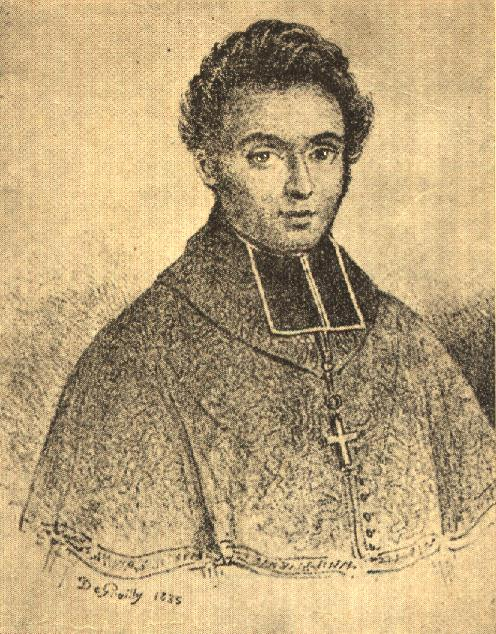
Ferdinand François Châtel

Ferdinand Toussaint François Châtel (* 9. Januar 1795 in Gannat, Département Allier; † 13. Januar 1875) war „Bischof-Primas von Gallien“ der Église Catholique Française.

## Leben
Der Sohn des François Châtel und seiner Gattin Marie Monnier wurde 1815 zum römisch-katholischen Priester geweiht. In den 1820er Jahren wirkte er in Paris und macht sich dort einen Namen als Prediger mit gallikanischen und liberalen Ansichten. Ab 1830 bildete er mit gleichgesinnten Priestern eine kirchliche Sondergruppe, die sich ab 1831 Église Catholique Française nannte, und wurde daher von seinem römisch-katholischen Priesteramt suspendiert. Wie er 1831 die Bischofsweihe erlangte, ist umstritten. Als Ordinatoren werden genannt: Th. J. Poulard, konstitutioneller Bischof von Saône-et-Loire, Jean Machaut (1770–1845), seinerseits geweiht durch Guillaume Mauviel, konstitutioneller Bischof von Cayes (Haiti), sowie der „Templerbischof“ Bernard-Raymond Fabré-Palaprat.
Wachsende wirtschaftliche Schwierigkeiten und Gegnerschaft der Regierung führten 1842 zu Konfiskation aller Kultstätten und Verbot der Kirchengemeinschaft. Châtel floh vorübergehend nach Belgien. Im Zuge der Revolution von 1848 eröffnete er seine Kirche in Paris erneut, musste sie jedoch mit dem Sieg der Reaktion 1849 definitiv schließen. 1850 wurde er zu einem Jahr Gefängnis verurteilt. Als er die Freiheit wiedererlangte, hatte sich seine Gemeinde zerstreut. Seine letzten Lebensjahre verbrachte er zusammen mit seiner Ehefrau in Armut. Sein Grab befindet sich auf dem Friedhof von Clichy. 
Châtel gilt als Vorläufer von Kirchenführern wie Hyacinthe Loyson und Joseph René Vilatte.